# Дэвис, Джим (актёр)
Марлин Джим Дэвис (англ. Marlin Jim Davis; 26 августа 1909, Эджертон — 26 апреля 1981, Нортридж) — американский характерный актёр. Дэвис наиболее известен по роли Джока Юинга в телесериале «Даллас», где он снимался с 1978 по 1981 год, до своей смерти. За свою роль он был посмертно номинирован на премию «Эмми» в 1981 году.

## Жизнь и карьера
Марлин Джим Дэвис родился в Эджертоне (штат Миссури) и начал сниматься в вестернах с начала сороковых годов. Его первая главная роль была в мелодраме 1948 года «Зимняя встреча» с Бетт Дейвис. Последующие два десятилетия он снимался в различных кино и теле вестернах, а также редко снимался в фильмах других жанров, самый значимый из которых триллер Уоррена Битти «Заговор «Параллакс» (1974).
В 1978 году он начал сниматься в телесериале «Даллас». Во время съемок четвёртого сезона сериала ему был поставлен диагноз — миеломная болезнь, но актёр продолжал сниматься в шоу вплоть до смерти. Когда болезнь прогрессировала, во многих сценах он в основном сидел и не двигался и носил парик, чтобы скрыть потерю волос из-за химиотерапии. Когда состояние Дэвиса резко ухудшилось продюсеры решили вывести его персонажа из сериала, отправив в поездку. Продюсеры не хотели сразу убивать героя так как планировали найти другого актёра на эту роль. Тем не менее они пришли к общему мнению, что нет подходящего актёра, который смог бы заменить Дэвиса и уже после его смерти, спустя тринадцать эпизодов, убили его за кадром в авиакатастрофе.
Он служил в береговой охране Соединённых Штатов во время Второй Мировой Войны.
За роль в «Далласе» Дэвис был посмертно номинирован на премию «Эмми» в 1981 году. Дэвис был похоронен на кладбище Форест-Лаун.

## Частичная фильмография
- Каир (1942)
- Белый груз (1942)
- Готовься к бою (1942)
- Теннесси Джонсон (1942)
- Три сердца для Джулии (1943)
- Пилот № 5 (1943)
- Что дальше, капрал Харгроу? (1945)
- Начало или конец (1947)
- Роман Роузи Ридж (1947)
- Зимняя встреча (1948)
- Красный Жеребец в Скалистых горах (1949)
- Да сэр, что мой ребенок (1949)
- Сера (1949)
- Карибский путь (1950)
- Решающий поединок (1950)
- Прохождение Калифорнии (1950)
- Троица отчаянных людей (1951)
- О! Сусанна (1951)
- Кавалерийский разведчик (1951)
- Литтл Биг Хорн (1951)
- Серебряный Каньон (1951)
- Роза Симаррона (1952)
- Большое небо (1952)
- Женщина север страны (1952)
- Женщина, которую они почти линчевали (1953)
- Остров бандитов (1953)
- Дни в Долине Смерти (1953, 1962—1969) — Грэт Далтон[англ.] / Эзра Микер / прочие персонажи (в 12 эпизодах)
- Изгнанник (1954)
- Последняя команда (1955)
- Исчезающие американцы (1955)
- Королева воров (1956)
- Знак маршала Бреннан (1957)
- Монстр из Зеленого ада (1957)
- В поисках старой Калифорнии (1957)
- Жажда убивать (1958)
- Монстр из Зелёного ада
- Псевдоним – Джесси Джеймс (1959)
- Петля для стрелка (1960)
- Зебра на кухне (1965)
- Эльдорадо (1966)
- Они спасали свои жизни (1968)
- Монти Уолш (1970)
- Рио Лобо (1970)
- Большой Джейк (1971)
- Дракула против Франкенштейна (1971)
- Плохая компания (1972)
- Один маленький индеец (1973)
- Заговор «Параллакс» (1974)
- Мальчики из хора (1977)
- Приближается всадник (1978)
- День, когда время закончилось (1979)

## Награды и номинации
- «Эмми»
  - 1981 — Премия «Эмми» за лучшую мужскую роль в драматическом телесериале — «Даллас» (номинация)

Голливудская «Аллея славы»
  - 1960 — Звезда на Аллее славы